# Boban Marjanović
Boban Marjanović (cirílico:Бобан Марјановић) (Zaječar, 15 de agosto de 1988) é um basquetebolista profissional sérvio que atualmente joga pelo Fenerbahçe na Euroliga e na BSL.

## Carreira profissional

### Primeiros anos
Marjanović começou a jogar basquete nas categorias de base do Rtanj em Boljevac. Aos 14 anos, ele se mudou para a equipe profissional sérvia Hemofarm. Ele já tinha 2,09 m de altura na época. Ele jogou nas categorias juvenis até a temporada de 2005-06.
Marjanović se juntou ao primeiro time do Hemofarm na segunda metade da temporada 2005-06. Ele jogou lá até janeiro de 2007, quando foi emprestado ao time da Liga Sérvia, Swisslion Takovo. Depois de meia temporada lá, ele voltou para o Hemofarm. 
Nas temporadas seguintes, ele desempenhou um papel importante na equipe. Entre seus colegas de equipe estavam Stefan Marković e Milan Mačvan, com quem ele jogou na seleção sérvia.

### 2010–2012
No verão de 2010, Marjanović assinou um contrato de três anos com o CSKA Moscow, sob a insistência do treinador Duško Vujošević. Depois que Vujošević foi demitido, Marjanović perdeu seu lugar no primeiro time do CSKA.
Em 31 de dezembro de 2010, ele foi emprestado ao Žalgiris até o final da temporada de 2010-11.
Em julho de 2011, ele assinou contrato com Nizhny Novgorod, permanecendo lá por meia temporada. Em janeiro de 2012, ele retornou à Sérvia e assinou contrato com Radnički Kragujevac por empréstimo pelo restante da temporada de 2011-12.

### Mega Vizura
Em julho de 2012, ele assinou um contrato com a equipe sérvia Mega Vizura para a temporada de 2012–13. Ele foi nomeado MVP da Liga Sérvia.

### Estrela Vermelha

#### Temporada de 2013-14

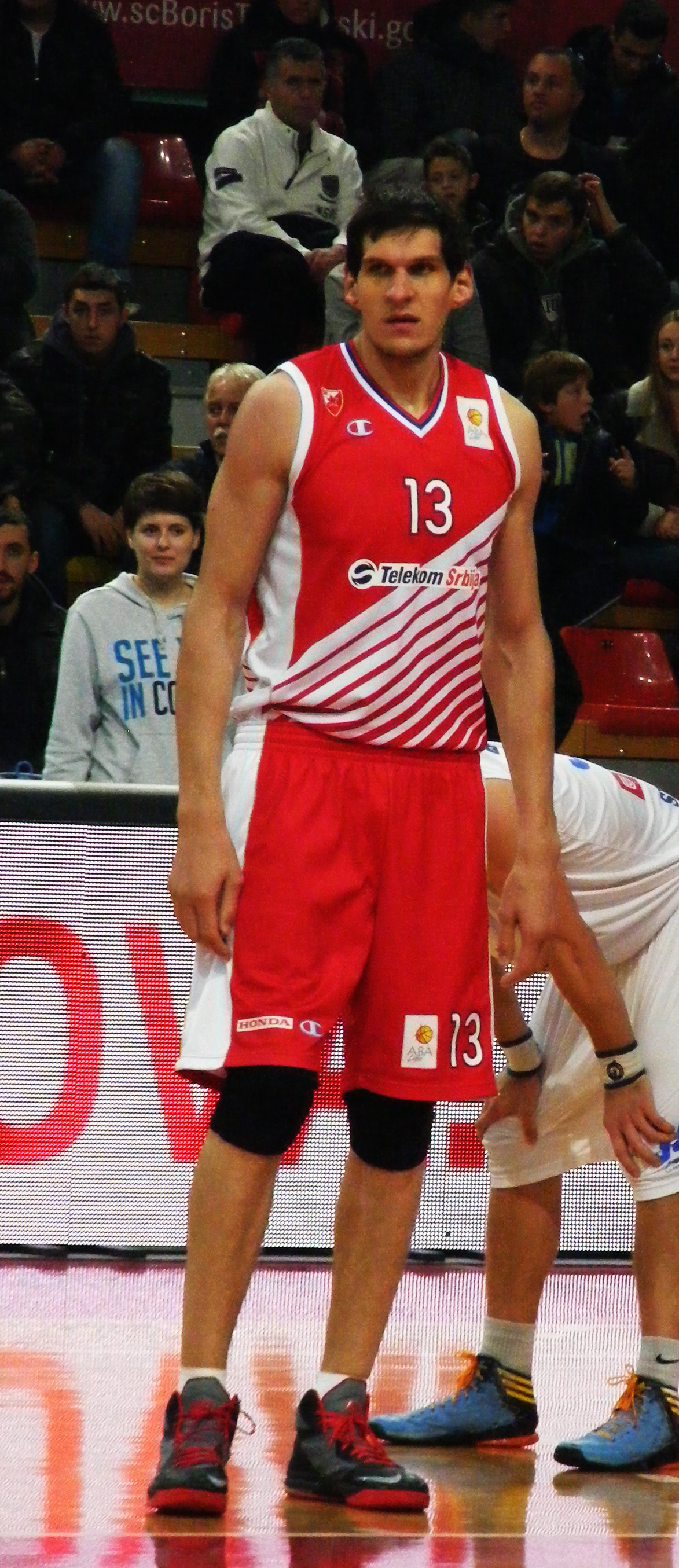
Marjanović jogando pelo Estrela Vermelha durante a temporada de 2014-15.

Em 2 de julho de 2013, Marjanović assinou um contrato de dois anos com o Estrela Vermelha.
Em dezembro de 2013, ele foi nomeado MVP da EuroLeague da Rodada 10. Em abril de 2014, junto com seu companheiro de equipe, DeMarcus Nelson, ele foi selecionado para o Time Ideal da Liga Adriática de 2013–14.

#### Temporada de 2014-15
No primeiro jogo da temporada 2014-15 da EuroLeague, Marjanović levou sua equipe à vitória por 76–68 sobre o Galatasaray, marcando 22 pontos e fazendo 10 rebotes em 28 minutos na quadra. Mais tarde, ele foi nomeado MVP da EuroLeague da Rodada 10.
Em 22 de novembro de 2014, ele registrou 23 pontos e 17 rebotes na carreira em uma derrota por 103-110 para o Galatasaray na prorrogação. Naquela temporada, seus 17 rebotes em um único jogo foram o maior número de rebotes de qualquer jogador na EuroLiga desde 2011-12.
Em 9 de abril, em um jogo contra o Panathinaikos, ele estabeleceu o recorde da EuroLiga de mais rebotes em uma única temporada com 256, passando o recorde anterior de Mirsad Türkcan que teve 248 rebotes na temporada de 2002-03. Ele também estabeleceu o recorde da EuroLiga de mais duplos-duplos em uma temporada com 16, superando o recorde de 14 de Tanoka Beard na temporada de 2004-05. 
Em 24 jogos na EuroLiga, ele obteve uma média de 16,6 pontos e 10,7 rebotes em 27.3 minutos.
No final do mês de abril, ele ajudou sua equipe a conquistar o troféu da Liga Adriática de 2014-15. Ele foi nomeado MVP dos playoffs da Liga. Em maio de 2015, ele foi escolhido para a Primeira-Equipe da EuroLiga.
Em 5 de junho de 2015, Marjanović foi nomeado MVP da Liga Sérvia pela terceira temporada consecutiva, ajudando sua equipe a alcançar o primeiro lugar na temporada regular com um recorde de 13-1. O Estrela Vermelha venceu a Liga Sérvia de 2014-15 após uma vitória por 3-0 nas finais sobre o Partizan Belgrado.

### San Antonio Spurs (2015–2016)
Em 17 de julho de 2015, Marjanović assinou um contrato de US $ 1,2 milhão por um ano com o San Antonio Spurs.
Ele estreou na NBA em 30 de outubro, registrando 6 pontos e 5 rebotes na vitória por 102-75 sobre o Brooklyn Nets.
Em 4 de dezembro, ele foi designado para o Austin Spurs, afiliado do San Antonio na D-League. Ele foi chamado pelo San Antonio em 6 de dezembro e, no dia seguinte, marcou 18 pontos em uma vitória por 119-68 sobre o Philadelphia 76ers.
Em 30 de dezembro, em uma vitória sobre o Phoenix Suns, ele se tornou o primeiro jogador na história da franquia a registrar 12 rebotes em 15 minutos ou menos.
Em 21 de janeiro de 2016, ele registrou 17 pontos e 13 rebotes em uma vitória de 117-89 sobre o Phoenix Suns. Em 13 de abril, no último jogo da temporada regular da equipe, Marjanović registrou 22 pontos e 12 rebotes na vitória por 96-91 sobre o Dallas Mavericks.
Em sua única temporada em San Antonio, ele jogou em 54 jogos e teve médias de 5.5 pontos e 3.6 rebotes em 9.4 minutos.

### Detroit Pistons (2016–2018)
Após a temporada de 2015-16, Marjanović tornou-se um agente livre restrito. Em 7 de julho de 2016, ele recebeu uma oferta de três anos e US $ 21 milhões do Detroit Pistons. Os Spurs se recusou a igualar a oferta e ele assinou com os Pistons em 12 de julho.
Em 5 de janeiro de 2017, Marjanović registrou 15 pontos e 19 rebotes em uma vitória de 115-114 sobre o Charlotte Hornets. Ele jogou apenas 76 minutos durante toda a temporada antes desse jogo contra os Hornets, mas, com Andre Drummond com problemas de faltas e Aron Baynes lesionado, o técnico Stan Van Gundy teve que dar a Marjanović alguns minutos.
Em 7 de abril de 2017, ele liderou os Pistons com 27 pontos e 12 rebotes em uma vitória de 114-109 sobre o Houston Rockets.
Nessa temporada, ele jogou em 35 jogos e teve médias de 5.5 pontos e 3.7 rebotes em 8.4 minutos.

### Los Angeles Clippers (2018–2019)
Em 29 de janeiro de 2018, Marjanović, juntamente com Tobias Harris, Avery Bradley e futuras escolhas de draft, foram negociados para o Los Angeles Clippers em troca de Blake Griffin, Willie Reed e Brice Johnson.
Em 27 de fevereiro de 2018, ele marcou 18 pontos em uma vitória por 122-120 sobre o Denver Nuggets.

### Philadelphia 76ers (2019)
Em 6 de fevereiro de 2019, Marjanović, junto com Tobias Harris, foi negociado para o Philadelphia 76ers.
Em 22 jogos pelos 76ers na temporada regular, Marjanović obteve uma média de 8,2 pontos e 5,1 rebotes em 13,9 minutos por jogo. Mais tarde, ele ajudou os 76ers a superar o Brooklyn Nets na primeira rodada dos playoffs da NBA de 2019, mas os 76ers acabou sendo eliminado pelo Toronto Raptors nas semifinais da conferência.

### Dallas Mavericks (2019 – 2022)
Em 23 de julho de 2019, ele assinou com o Dallas Mavericks.

### Houston Rockets (2022 – Presente)
Em 16 de junho de 2022, ele assinou com o Houston Rockets.

## Carreira na seleção
Marjanović conquistou as medalhas de ouro na Copa do Mundo Sub-19 de 2007 e no EuroBasket Sub-20 de 2008. Ele foi chamado para a pré-lista de convocados para o EuroBasket de 2009 e para o Campeonato Mundial de 2010, mas não entrou na lista final de 12 jogadores. Sua estréia na Seleção Sérvia em um grande torneio aconteceu no EuroBasket de 2011, na Lituânia, onde a Sérvia terminou em 8º lugar.
Em agosto de 2015, o San Antonio Spurs o proibiu de jogar pela Seleção Sérvia no EuroBasket de 2015 devido ao risco de lesão após ele ter dores no pé esquerdo, embora a Federação Sérvia de Basquete (KSS) tenha afirmado que não foram encontradas fraturas ósseas.
Marjanović representou a Sérvia no EuroBasket de 2017, onde eles ganharam a medalha de prata, perdendo a final para a Eslovênia. Em 9 jogos em torneios, ele teve uma média de 12,4 pontos, 4,8 rebotes e 1,4 assistências por jogo.
No Campeonato Mundial de 2019, a Sérvia foi considerada a favorita para ganhar o troféu mas acabou perdendo nas quartas de final para a Argentina. Com vitórias sobre os Estados Unidos e a República Tcheca, eles terminaram em quinto lugar. Marjanović teve média de 6,8 pontos e 2,5 rebotes em 8 jogos.

## Filmografia
| Ano  | Filme                                      | Personagem    |
| ---- | ------------------------------------------ | ------------- |
| 2015 | We Will Be the World Champions             | Jãnis Krūmiņš |
| 2019 | John Wick: Chapter 3 – Parabellum          | Ernest        |
| 2022 | arremessando alto ~ Hustle (filme de 2022) | ele mesmo     |
| 2025 | Happy Gilmore 2                            | Drago Larson  |

## Estatísticas

### NBA

#### Temporada regular
| Ano      | Time          | PJ  | MPJ  | AP   | 3P   | LL   | RT  | AS  | BR | TO | PPJ |
| -------- | ------------- | --- | ---- | ---- | ---- | ---- | --- | --- | -- | -- | --- |
| 2015–16  | San Antonio   | 54  | 9.4  | .603 | —    | .763 | 3.6 | .4  | .2 | .4 | 5.5 |
| 2016–17  | Detroit       | 35  | 8.4  | .545 | —    | .810 | 3.7 | .3  | .2 | .3 | 5.5 |
| 2017–18  | Detroit       | 19  | 9.0  | .519 | —    | .800 | 3.0 | .7  | .2 | .3 | 6.2 |
| 2017–18  | L.A. Clippers | 20  | 8.3  | .551 | —    | .788 | 4.4 | .4  | .3 | .3 | 5.9 |
| 2018–19  | L.A. Clippers | 36  | 10.4 | .607 | .000 | .758 | 4.2 | .6  | .3 | .5 | 6.7 |
| 2018–19  | Philadelphia  | 22  | 13.9 | .625 | .500 | .722 | 5.1 | 1.5 | .2 | .5 | 8.2 |
| Carreira | Carreira      | 186 | 9.8  | .583 | .400 | .773 | 3.9 | .6  | .2 | .4 | 6.2 |

#### Playoffs
| Ano      | Time         | PJ | MPJ | AP   | 3P   | LL   | RT  | AS  | BR | TO | PPJ |
| -------- | ------------ | -- | --- | ---- | ---- | ---- | --- | --- | -- | -- | --- |
| 2016     | San Antonio  | 7  | 6.0 | .667 | —    | .889 | 2.0 | .4  | .0 | .3 | 3.4 |
| 2019     | Philadelphia | 11 | 9.5 | .600 | .000 | .842 | 3.3 | 1.0 | .2 | .3 | 5.8 |
| Carreira | Carreira     | 18 | 8.2 | .615 | .000 | .857 | 2.8 | .8  | .1 | .3 | 4.9 |

### EuroLeague
| Ano      | Time             | PJ | MPJ  | AP   | 3P   | LL   | RT   | AS  | BR | TO | PPJ  |
| -------- | ---------------- | -- | ---- | ---- | ---- | ---- | ---- | --- | -- | -- | ---- |
| 2010–11  | CSKA Moscow      | 8  | 11.4 | .458 | .000 | .923 | 3.5  | .4  | .6 | .6 | 4.3  |
| 2010–11  | Žalgiris         | 6  | 12.3 | .647 | .000 | .643 | 3.5  | .3  | .2 | .5 | 5.2  |
| 2013–14  | Estrela Vermelha | 10 | 19.9 | .616 | .000 | .621 | 7.7  | 1.0 | .9 | .8 | 10.8 |
| 2014–15  | Estrela Vermelha | 24 | 27.3 | .621 | .000 | .781 | 10.7 | 1.0 | .4 | .9 | 16.6 |
| Carreira | Carreira         | 48 | 21.3 | .610 | .000 | .755 | 8.0  | .8  | .5 | .8 | 11.9 |

Fonte: